# Altpreußisches Husaren-Kommando Rheinsberg

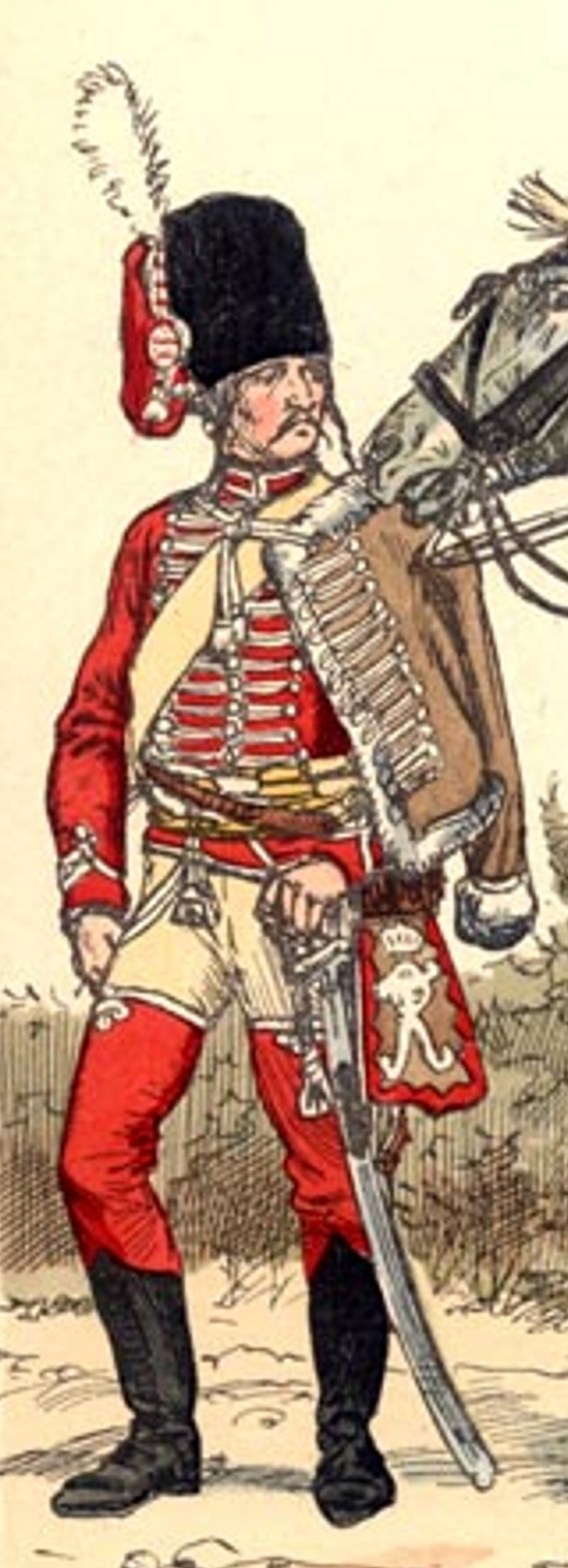
Leibhusar des Prinzen Heinrich (1778)

Das Husaren-Kommando Rheinsberg war die Leibgarde des Prinzen Heinrich von Preußen.

## Geschichte
Nach dem Ende des Siebenjährigen Kriegs gab Friedrich II. seinem jüngeren Bruder eigene Leibhusaren in Anerkennung von Heinrichs Rang als bedeutendem Feldherrn. Die Truppe entstand durch Aufteilung der 1761 aufgestellten 25 Mann starken Leibhusaren des Herzogs Ferdinand von Braunschweig. Heinrich erhielt 12 Mann, befehligt von einem Leutnant, die fortan in seiner Residenz Schloss Rheinsberg Dienst taten. Das kleine Husaren-Kommando stellte in erster Linie eine Auszeichnung dar, die der König dem Prinzen verliehen hatte. Neben dieser eher symbolischen Aufgabe stellten die Soldaten die Wache am Schloss und unterstrichen damit den Residenzcharakter und wurden zu Botenritten und persönlichen Diensten herangezogen.
Die Stärke des Kommandos scheint im Verlaufe der Jahre angehoben worden zu sein: Statt der ursprünglichen 13 Soldaten ist in Augenzeugenberichten der Folgezeit von 24 Mann und einem Rittmeister, später sogar von einer Halbschwadron von 40 Mann die Rede. Die Besoldung wurde stets vom König übernommen.
Während des Bayerischen Erbfolgekriegs wurde Heinrichs Husarenkommando 1778 vorübergehend wieder mit seiner anderen Hälfte, die mittlerweile als Husaren-Kommando Magdeburg die Leibtruppe des jeweiligen Gouverneurs von Magdeburg bildete, vereinigt und diente ihm für die Dauer des Feldzugs als verstärkte Leibhusarenabteilung. Nach Kriegsende wurden die Einheiten 1779 wieder getrennt und kehrten in ihre jeweiligen Garnisonen zurück.
Nach dem Tod Prinz Heinrichs übernahm sein Bruder Ferdinand zusammen mit Schloss Rheinsberg auch die Leibhusaren. Nach der preußischen Niederlage gegen Frankreich 1806 wurde das Husaren-Kommando Rheinsberg aufgelöst.

## Uniform
Prinz Heinrich kleidete seine Leibhusaren, die stets ausschließlich mit Schimmeln beritten waren, 1763 nach eigenem Geschmack ganz in Rot und Silber. Nur vorübergehend erhielten sie 1778/79 während der Zusammenlegung mit dem Husaren-Kommando Magdeburg rein rote Dolmane mit braunen Pelzjacken als gemeinsame Uniform. Nach der Rückkehr nach Rheinsberg gab Heinrich seinen Leibhusaren wieder die vorherigen Uniformen zurück, die sie dann bis 1806 behielten.